# Zealeuctra cherokee
Zealeuctra cherokee is een steenvlieg uit de familie naaldsteenvliegen (Leuctridae). De wetenschappelijke naam van de soort is voor het eerst geldig gepubliceerd in 1973 door Stark & Stewart.